# Јухор (планина)
Јухор (774 m) је планина у Србији, која се налази између Велике Мораве на истоку и Левча на западу, Темнића на југу и Белице на северу. Пружа се у правцу север-југ. Спада у родопске планине. Врх Јухора зове се Велики Ветрен. Археолози су ,1997. године, на врху Јухора открили келтско утврђење. Том приликом археолози су открили 140 предмета који су припадали Келтима.

## Етимологија
Назив Јухора је словенског порекла. Његов корен је прасловенска реч јухо, што значи јавити, јављати.